# Cropia leucodonta
Cropia leucodonta là một loài bướm đêm trong họ Noctuidae.